# Bresnay
Bresnay település Franciaországban, Allier megyében. Lakosainak száma 385 fő (2022. január 1.). Bresnay Besson, Châtel-de-Neuvre, Chemilly, Cressanges, Meillard és Treban községekkel határos.

## Népesség
A település népességének változása:
| Lakosok száma | 465  | 407  | 376  | 390  | 389  | 373  | 383  | 388  | 384  | 385  |
|               | 1968 | 1982 | 1999 | 2006 | 2011 | 2015 | 2017 | 2018 | 2020 | 2022 |